# کوردیلی
کوردیلی (به لاتین: Kürdili) یک منطقه مسکونی در جمهوری آذربایجان است که در شهرستان نفت‌چاله واقع شده است. این شهرک در ابتدای سده بیستم میلادی هنگامی‌که هنوز در یک شبه‌جزیره واقع شده بود توسط گروهی از مردم روس تأسیس شد. در سال ۱۹۷۶، به‌عنوان بخشی از ذخیره‌گاه دولتی قزل‌آغاج شناخته شد. در سال ۱۹۸۱، در نتیجه افزایش سطح آب دریای کاسپین، روستاهای کورا و ژارسکی در جزیره‌ای قرار گرفتند. دولت جمعیت کورا را تخلیه و در سرزمین اصلی اسکان داد، اگرچه برخی از ساکنان و باشندگان اصرار به ماندن در آن کردند. واپسین و آخرین ساکنان این روستا در در سال ۲۰۱۳ از آن بیرون آمدند؛ به جز یک نفر که تا سال ۲۰۱۷ در آنجا ماند و درگذشت. این منطقه هنوز بخشی از ذخیره‌گاه قزل‌آغاج است و افراد خارجی برای دسترسی به آن مجوز ویژه‌ای نیاز دارند.